# Farol do Cabo de Sines
O farol do Cabo de Sines é um farol português que se localiza no Cabo de Sines, Sines, distrito de Setúbal.
Trata-se de uma torre cilíndrica branca com edifício anexo, tem 22 metros de altura. Farolim vermelho.

## História
Construído em 1880, é composto por dois edifícios anexos e uma torre cilíndrica. Estava munido de um aparelho óptico de 2ª ordem que possibilitava a visualização da luz, originada pela queima de gás de petróleo, a 25 M. Em 1915 este aparelho é substituído por um outro de terceira ordem, passando o alcance para 30 M.
O edifício do farol era composto de três corpos, sendo os dois inferiores compostos, cada um, de um pavimento, e o superior constituído por uma torre cilíndrica, tendo no coroamento uma varanda de ferro, e na parte superior um corpo cilíndrico de menor diâmetro, sobre o qual assentava a lanterna.
Em 1950 passa a funcionar como farol aeromaritimo e, por alteração da fonte luminosa, vê o seu alcance reduzido para 42 M. Em 1993 a sua torre é aumentada e o aparelho óptico removido. Foi, depois em 1995, substituído por um outro de quarta ordem com lâmpadas de 1.000 W, que lhe garantem um alcance de 26 M.

## Informações
- Aberto ao público: Sim, todas as quartas-feiras das 14H00 às 17H00[2]